# Annalisa Drew
Annalisa Drew (* 28. Mai 1993 in Lawrence) ist eine US-amerikanische Freestyle-Skierin. Sie startet in den Disziplinen Halfpipe und Slopestyle.

## Werdegang
Drew nimmt seit 2010 an Wettbewerben der FIS und der AFP World Tour teil. Dabei erreichte sie zu Beginn der Saison 2010/11 bei der USSA Revolution Tour in Copper Mountain mit dem dritten Platz in der Halfpipe und dem zweiten Rang im Slopestyle ihre ersten Podestplatzierungen. Es folgten Siege beim Nor-Am Cup in Killington und bei der Pipe Open Series in Waterville Valley. Im März 2011 debütierte sie in La Plagne im Freestyle-Skiing-Weltcup und belegte dabei die Plätze zehn und sieben in der Halfpipe. Nach Platz drei zu Beginn der Saison 2011/12 in der Halfpipe bei der USSA Revolution Tour in Copper Mountain, siegte sie in Truckee im Slopestyle und errang im Halfpipe-Wettbewerb den zweiten Platz. Es folgten weitere Siege bei den Aspen/Snowmass Open, bei der USSA Revolution Tour am Mount Snow und bei den Nationalen Meisterschaften in Copper Mountain. Zudem wurde sie Zweite im  Slopestyle bei der Pipe Open Series in Waterville Valley und belegte zum Saisonende den fünften Platz in der AFP World Tour Gesamtwertung. In der folgenden Saison gewann sie bei der Pipe Open Series in Whistler und bei den Aspen/Snowmass Open jeweils in der Halfpipe. Bei den Winter-X-Games 2013 in Aspen kam sie auf den sechsten und bei den Winter-X-Games-Europe 2013 in Tignes auf den achten Platz in der Halfpipe. Beim Saisonhöhepunkt den Freestyle-Skiing-Weltmeisterschaften 2013 in Oslo wurde sie Neunte im Halfpipe-Wettbewerb. Zum Saisonende errang sie den vierten Platz in der AFP World Tour Gesamtwertung. Zu Beginn der Saison 2013/14 siegte sie bei der Pipe Open Series in Copper Mountain in der Halfpipe. Bei den Olympischen Winterspielen 2014 in Sotschi belegte sie den neunten Platz in der Halfpipe. Nach Rang zwei bei der Winter Dew Tour in Breckenridge und einen Halfpipesieg bei der USSA Revolution Tour in Copper Mountain, wurde sie Sechste bei den Winter-X-Games 2015 in Aspen. Es folgten Siege in der Halfpipe bei den Aspen/Snowmass Open und beim AFP World Tour Finale in Whistler und errang damit zum Saisonende den dritten Platz in der AFP World Tour Halfpipewertung. Bei den Winter-X-Games 2016 in Aspen gewann sie die Bronzemedaille im Halfpipe-Wettbewerb. Nach Platz neun und vier bei Weltcups in der Saison 2015/16 erreichte sie im März 2016 mit dem zweiten Platz in Tignes ihre erste Podestplatzierung im Weltcup. Im selben Monat wurde sie Achte bei den X-Games Oslo 2016 und errang zum Saisonende den fünften Platz im Halfpipe-Weltcup. In der Saison 2016/17 kam sie Weltcup viermal unter die ersten Zehn, darunter Platz zwei in der Halfpipe in Copper Mountain und erreichte damit den 18. Platz im Gesamtweltcup und den dritten Platz im Halfpipe-Weltcup. Bei den Winter-X-Games 2017 wurde sie Sechste und bei den Freestyle-Skiing-Weltmeisterschaften 2017 in Sierra Nevada Vierte jeweils im Halfpipe-Wettbewerb. Im folgenden Jahr wurde sie bei den Winter-X-Games in Aspen Achte und bei den Olympischen Winterspielen in Pyeongchang Vierte.

## Erfolge
Saison 2010/11
- 1. Platz  The North Face Park and Pipe Open Series in Waterville Valley, Halfpipe
- 1. Platz  Nor-Am Cup in Killington, Halfpipe
- 2. Platz  USSA Revolution Tour in Copper Mountain, Slopestyle
- 3. Platz  USSA Revolution Tour in Copper Mountain, Halfpipe
- 3. Platz  The North Face Park and Pipe Open Series in Waterville Valley, Slopestyle

Saison 2011/12
- 1. Platz  USSA Revolution Tour in Truckee, Slopestyle
- 1. Platz  Aspen/Snowmass Open in Aspen, Halfpipe
- 1. Platz  USSA Revolution Tour am Mount Snow, Slopestyle
- 1. Platz  USSA Revolution Tour am Mount Snow, Halfpipe
- 1. Platz  Nationale Meisterschaften in Copper Mountain, Halfpipe
- 2. Platz  The North Face Park and Pipe Open Series in Waterville Valley, Slopestyle
- 3. Platz  USSA Revolution Tour in Copper Mountain, Halfpipe
- 3. Platz  Nationale Meisterschaften in Copper Mountain, Slopestyle

Saison 2012/13
- 1. Platz  The North Face Park and Pipe Open Series in Whistler, Halfpipe
- 1. Platz  Aspen/Snowmass Open in Aspen, Halfpipe

Saison 2013/14
- 1. Platz  The North Face Park and Pipe Open Series in Copper Mountain, Halfpipe

Saison 2014/15
- 1. Platz  USSA Revolution Tour in Copper Mountain, Halfpipe
- 1. Platz  Aspen/Snowmass Open in Aspen, Halfpipe
- 1. Platz AFP World Tour Finale in Whistler, Halfpipe
- 2. Platz Winter Dew Tour in Breckenridge, Halfpipe
- 3. Platz AFP World Tour Halfpipewertung

Saison 2015/16
- 2. Platz SFR Freestyle Tour und Freestyle-Skiing-Weltcup in Tignes, Halfpipe
- 3. Platz Winter-X-Games 2016 in Aspen, Halfpipe

Saison 2016/17
- 2. Platz  Freestyle-Skiing-Weltcup in Copper Mountain, Halfpipe
- 3. Platz  Halfpipe-Weltcup